# Henry Dunlop
Henry Wallace Doveton Dunlop (1844-1930) est un ancien dirigeant de rugby à XV irlandais.

## Biographie
Henry Dunlop a dirigé le grand club dublinois de Lansdowne. Il est surtout à l'origine du plus vieux stade international du rugby mondial, Lansdowne Road.
Lansdowne est fondé en 1872 par Henry Dunlop sous le nom de Lansdowne Champions Athletic Club. Il évolue au stade de Lansdowne Road, construit l'année de la fondation du club (1872), qui accueille les matchs internationaux de l'équipe d’Irlande depuis 1878.